# Список растений и грибов, занесённых в Красную книгу Узбекистана
В данный список включены 321 вид растений и три вида грибов, вошедшие в последнее издание Красной книги Узбекистана (2009). По сравнению с предыдущим изданием Красной книги (1998), в новый список был дополнительно включён 71 вид высших растений, то есть на 48,5 % меньше, чем в предыдущем, а 48 видов были исключены из списка.
В таблице приведены данные о распространении видов на территории Узбекистана, а также их охранный статус согласно Красной книге Узбекистана.
| Иллюстрация                                             | Название                                                      | Ареал вида на территории Узбекистана | Охранный статус                                                                   | С.     |
| ------------------------------------------------------- | ------------------------------------------------------------- | --- | --------------------------------------------------------------------------------- | ------ |
| Царство Растения (Plantae)                              |                                                               | |                                                                                   |        |
| Класс Двудольные (Dicotylédones)                        |                                                               | |                                                                                   |        |
| Семейство Дербенниковые (Lythráceae)                    |                                                               | |                                                                                   |        |
|                                                         | Гранат обыкновенный (Punica granatum)                         | Сурхандарьинская область: юго-западные отроги Гиссарского хребта: бассейны рек Тупаланг, Сангардак. | 2. Очень редкий, исчезающий в Узбекистане реликтовый вид с разорванным ареалом.   | [ 3 ]  |
| Семейство Бигнониевые (Bignoniaceae)                    |                                                               | |                                                                                   |        |
|                                                         | Инкарвиллея Ольги (Incarvillea olgae)                         | Ферганская область: Памиро-Алай (хребет Алайский — бассейны рек Сох и Шахимардан). | 2. Очень редкий, находящийся под угрозой исчезновения древний вид Памиро-Алая.    | [ 3 ]  |
| Семейство Бурачниковые (Boraginaceae)                   |                                                               | |                                                                                   |        |
|                                                         | Нонея башмачковидная (Nonea calceolaris)                      | Сырдарьинская и Сурхандарьинская области: Мирзачуль и Гиссарский хребет (Джаильма). | 0. Редкий эндемик Узбекистана.                                                    | [ 4 ]  |
| Семейство Капустные (Brassicaceae)                      |                                                               | |                                                                                   |        |
|                                                         | Клоповник почтисердцевидный (Lepidium subcordatum)            | Каракалпакия и Бухарская область: останцовые возвышенности Кызылкумов: Кульджуктау, Букантау и Султан-Уиздаг. | 2. Редкий эндемик останцов Кызылкумов и Устюрта.                                  | [ 5 ]  |
|                                                         | Катрaн Гордягина (Crambe gordjaginii)                         | Кашкадарьинская и Сурхандарьинская области: низкие холмы в окрестностях Гузара, Туда-Дашта, Гульча-Дашта. | 1. Очень редкий эндемик юго-западного Памиро-Алая.                                | [ 5 ]  |
|                                                         | (Stubendorffia olgae)                                         | Джизакская область: центральная часть хребта Нуратау. | 2. Редкий эндемик хребта Нуратау.                                                 | [ 6 ]  |
| Семейство Плюмбаговые (Plumbaginaceae)                  |                                                               | |                                                                                   |        |
|                                                         | Акантолимон Анны (Acantholimon annae)                         | Сурхандарьинская область: Гиссарский хребет, бассейн реки Тупаланг. | 2. Редкий эндемик Гиссарского хребта.                                             | [ 6 ]  |
| Семейство Волчеягодниковые (Thymelaeaceae)              |                                                               | |                                                                                   |        |
|                                                         | Рестелла Альберта (Restella albertii)                         | Ташкентская и Сурхандарьинская области: Западный Тянь-Шань: Пскемский, Чаткальский хребты; Памиро-Алай. | 3. Редкий вид западного Тянь-Шаня и Памиро-Алая.                                  | [ 7 ]  |
| Семейство Каперсовые (Capparaceae)                      |                                                               | |                                                                                   |        |
| Изображение (недоступная ссылка) каперсов Розанова      | Каперсы Розанова (Capparis rosanowiana)                       | Сурхандарьинская область: хребет Бабатаг. | 2. Редкий эндемик южного Памиро-Алая.                                             | [ 7 ]  |
| Семейство Клеомовые (Cleomaceae)                        |                                                               | |                                                                                   |        |
|                                                         | Клеоме Гордягина (Cleome gordjaginii)                         | Сурхандарьинская область: Келиф-Шерабадская гряда. | 1. Редчайший реликтовый вид южного Памиро-Алая.                                   | [ 8 ]  |
| Семейство Первоцветные (Primuláceae)                    |                                                               | |                                                                                   |        |
|                                                         | Дионисия гиссарская (Dionysia hissarica)                      | Сурхандарьинская область: южные склоны Гиссарского хребта — среднее течение реки Сангардак. | 1. Редкий узколокальный эндемик юго-западного Памиро-Алая.                        | [ 9 ]  |
| Семейство Сумаховые (Anacardiáceae)                     |                                                               | |                                                                                   |        |
|                                                         | Сумах дубильный (Rhus coriária)                               | Сурхандарьинская и Ташкентская области: Гиссарский хребет: бассейн рек Тупаланг и Хандаза; Западный Тянь-Шань (вероятно занесен и интродуцирован); Чаткальский хребет: урочище Каранкуль.                              | 2. Редкий вид Гиссарского хребта и западного Тянь-Шаня.                           | [ 10 ] |
| Семейство Розовые (Rosáceae)                            |                                                               | |                                                                                   |        |
| Изображение (недоступная ссылка) груши среднеазиатской  | Груша среднеазиатская (Pyrus asia-mediae)                     | Ташкентская область: известна только одна точка — долина реки Пскем в окрестностях кишлака Испай-Муллали. | 0. Исчезнувший вид западного Тянь-Шаня.                                           | [ 10 ] |
|                                                         | Рябинник Ольги (Sorbaria olgae)                               | Ферганская область: северный склон Алайского хребта: окрестности Шахимардана. | 0. По-видимому, исчезнувший малоизученный эндемик Алая.                           | [ 11 ] |
| Семейство Мареновые (Rubiaceae)                         |                                                               | |                                                                                   |        |
|                                                         | Марена гладкая (Rubia laevissima)                             | Ташкентская область: бассейн реки Чаткал. | 1. Редчайший узкий эндемик юго-западного Тянь-Шаня.                               | [ 11 ] |
| Семейство Толстянковые (Crassulaceae)                   |                                                               | |                                                                                   |        |
|                                                         | Ложноочиток колокольчикоцветный (Pseudosedum campanuliflorum) | Джизакская область: Малгузарский хребет (Темирлановы ворота). | 1. Редкий эндем Памиро-Алая (Туркестанский хребет).                               | [ 12 ] |
| Семейство Тутовые (Moraceae)                            |                                                               | |                                                                                   |        |
|                                                         | Инжир дикий (Fícus cárica)                                    | Сурхандарьинская область: Гиссарский хребет: бассейны рек Сангардак, Тупаланг. | 1. Крайне редкий вид в Средней Азии.                                              | [ 12 ] |
| Семейство Амарантовые (Amarantháceae)                   |                                                               | |                                                                                   |        |
|                                                         | Нанофитон Бочанцева (Nanophyton botschantzevii)               | Ташкентская область: Чаткальский хребет (бассейны рек Нуреката и Бельдирсай) на высоте 1600—2000 м. | 1. Чрезвычайно редкий, узколокальный, реликтовый эндемик западного Тянь-Шаня.     | [ 13 ] |
|                                                         | Солянка Дробова (Salsola drobovii)                            | Ферганская область: Ферганская долина, Алайский хребет. . | 2. Редкий эндемик западного Тянь-Шаня и Алайского хребта.                         | [ 13 ] |
| Семейство Губоцветные (Labiátae)                        |                                                               | |                                                                                   |        |
|                                                         | Фломоидес чимганский (Phlomoides tschimganica)                | Ташкентская область: горы Большого Чимгана. | 0. Возможно, исчезнувший вид Чаткальского хребта.                                 | [ 14 ] |
|                                                         | Пустынноколосник опушонноглоточный (Eremostachys eriolarynx)  | Бухарская область: Кызылкумы. | 1. Очень редкий эндемик Кызылкумов.                                               | [ 14 ] |
| Семейство Сложноцветные (Compósitae)                    |                                                               | |                                                                                   |        |
|                                                         | Девясил крупнолисточковый (Inula macrolepis)                  | Самаркандская область: долина реки Зарафшан. | 1. Очень редкий эндемик западного Зарафшана и восточного Гиссара.                 | [ 15 ] |
| Изображение (недоступная ссылка) ануры бледно-зелёной   | Анура бледно-зелёная (Anura pallidivirens)                    | Навоийская и Джизакская области: Нуратау: Койташ, Мальгузарские горы, бассейн реки Санзар, посёлок Янгоклы, Актау. | 1. Очень редкий эндемичный вид и род Нуратинского хребта.                         | [ 15 ] |
|                                                         | Кузиния Буткова (Cousinia butkovii)                           | Самаркандская область: Зарафшанский хребет, окрестности кишлака Ургут; Самаркандские горы, окраина кишлака Аксай. | 2. Редкий вид Зарафшанского хребта.                                               | [ 16 ] |
|                                                         | Кузиния Введенского (Cousinia vvedenskyi)                     | Сурхандарьинская область: Памиро-Алай: горы Чульбаир и Байсунтау. | 2. Эндемик южного Узбекистана.                                                    | [ 16 ] |
|                                                         | Кузиния широкооберточная (Cousinia platystegia)               | Сурхандарьинская область: западные отроги Гиссарского хребта, Шерабадская долина. | 1. Очень редкий эндемик юга Узбекистана.                                          | [ 17 ] |
|                                                         | Кузиния джизакская (Cousinia dshisakensis)                    | Джизакская и Навоийская области: северные склоны Нуратау и западная оконечность Мальгузарского хребта. | 2. Редкий узкий эндемик Памиро-Алая: Нуратау и Мальгузарский хребты.              | [ 17 ] |
|                                                         | Кузиния пупочковая (Cousinia umbilicata)                      | Бухарская и Навоийская области: Кызылкумы: останцовые возвышенности Кингиртау, Джетымтау и Актау. | 2. Эндемик Кызылкумов.                                                            | [ 18 ] |
|                                                         | Кузиния изящноголовая (Cousinia glaphyrocephala)              | Сурхандарьинская область: юго-западные отроги Гиссарского хребта: Сусызтау (Наво-Булак). | 1. Очень редкий эндемик юга Узбекистана.                                          | [ 18 ] |
|                                                         | Кузиния гладкощетинковая (Cousinia glabriseta)                | Сурхандарьинская область: хребет Кугитанг. | 1. Очень редкий эндемик юга Узбекистана.                                          | [ 19 ] |
|                                                         | Кузиния ложношерстная (Cousinia pseudolanata)                 | Джизакская и Навоийская области: Нуратинский хребет, горы Актау, окраина кишлака Лангар. | 1. Очень редкий эндемик Нуратинского хребта.                                      | [ 19 ] |
|                                                         | Мордовник бабатагский (Echinops babatagensis)                 | Сурхандарьинская область: хребет Бабатаг. | 1. Очень редкий эндемик юга Узбекистана.                                          | [ 20 ] |
|                                                         | Мордовник короткокисточковый (Echinops brevipenicillatus)     | Сурхандарьинская область: хребет Бабатаг. | 1. Очень редкий вид юга Узбекистана.                                              | [ 20 ] |
|                                                         | Лепидолофа нуратинская (Lepidolopha nuratavica)               | Джизакская, Навоийская и Сурхандарьинская области: Кугитанг и Нуратинский хребет. | 1. Очень редкий эндемик западного Памиро-Алая.                                    | [ 21 ] |
|                                                         | Лепидолофа Федченко (Lepidolopha fedtschenkoana)              | Сурхандарьинская область: Гиссарский хребет: бассейн реки Сурхандарья (Такчиян); хребет Кугитанг: окрестности кишлака Тангидувал, родника Тарамхо и Баглидара.                                                         | 2. Редкий эндемик западного Гиссара и Кугитанга.                                  | [ 21 ] |
|                                                         | Олигохета Введенского (Oligochaeta vvedenskyi)                | Кашкадарьинская и Бухарская области, Каракалпакия: Памироалай: Шерабадская долина, горки Учкызыл, Южные Кызылкумы. | 2. Редкий эндемик юга Узбекистана и Кызылкумов.                                   | [ 22 ] |
| Изображение (недоступная ссылка) ольги гребенчатой      | Ольга гребенчатая (Olgaea pectinata)                          | Ташкентская область: западный Тянь-Шань: Угамский хребет. | 1. Редчайший эндемик западного Тянь-Шаня.                                         | [ 22 ] |
|                                                         | Серпуха ланцетолистная (Serratula lancifolia)                 | Самаркандская и Джизакская области: Мальгузарский и Зарафшанский хребты. | 1. Очень редкий эндемик западного Памиро-Алая.                                    | [ 23 ] |
|                                                         | Козелец Бунге (Scorzonera bungei)                             | Каракалпакия: Кызылкумы: останцeвые горы Султан-Уиздаг. | 1. Редкий эндемик Кызылкумов.                                                     | [ 23 ] |
|                                                         | Танацетопсис Бочанцева (Tanacetopsis botschantzevii)          | Сурхандарьинская и Кашкадарьинская области: Юго-западные отроги Гиссарского хребта, Байсунтау, верховья реки Яккабагдарья.                                                                                             | 1. Очень редкий эндемик юга Узбекистана.                                          | [ 24 ] |
|                                                         | Трихантемис Буткова (Trichanthemis butkovii)                  | Ташкентская область: Чаткальский хребет, бассейн реки Акбулак. | 1. Очень редкий эндемик западного Тянь-Шаня.                                      | [ 24 ] |
|                                                         | Угамия ангренская (Ugamia angrenica)                          | Ташкентская область: Кураминский (Арашан, перевал Джардан), Чаткальский (Чаткальский биосферный заповедник), Пскемский хребты (Аксарсай).                                                                              | 2. Редкое эндемичное растение западного Тянь-Шаня.                                | [ 25 ] |
|                                                         | Наголоватка стройная (Jurinea gracilis)                       | Сурхандарьинская и Кашкадарьинская области: западные отроги Гиссарского хребта, Байсунские горы, Кугитанг. | 2. Эндемик юга Узбекистана.                                                       | [ 25 ] |
|                                                         | Наголоватка шероховатолистная (Jurinea asperifolia)           | Кашкадарьинская область: западные отроги Гиссарского хребта. | 1. Очень редкий эндемик юга Узбекистана.                                          | [ 26 ] |
|                                                         | Наголоватка Закирова (Jurinea zakirovii)                      | Джизакская и Навоийская области: хребет Нуратау. | 1. Очень редкий эндемик Нуратинского хребта.                                      | [ 26 ] |
|                                                         | Наголоватка Марии (Jurinea mariae)                            | Ташкентская область: Пскемский хребет, посёлок Нанай. | 1. Очень редкий эндемик западного Тянь-Шаня.                                      | [ 27 ] |
|                                                         | Наголоватка сангардакская (Jurinea sangardensis)              | Сурхандарьинская область: Гиссарский хребет, бассейн рек Сангардак и Тулаланг. | 1. Очень редкий эндемик юга Узбекистана.                                          | [ 27 ] |
|                                                         | Наголоватка песколюбивая (Jurinea psammophila)                | Навоийская область: Кызылкумы: подножия гор Актау. | 1. Очень редкий эндемик Кызылкумов.                                               | [ 28 ] |
|                                                         | Мелколепестник триморфообразный (Erigeron trimorphopsis)      | Ташкентская область: Чаткальский хребет: Куксу. | 1. Редчайший эндем Чаткальского хребта.                                           | [ 28 ] |
|                                                         | Викоа Крашенинникова (Vicoa krasheninnikovii)                 | Навоийская область: Нуратинский хребет, горы Актау, ущелье Петирсай. | 1. Узкий эндем Памиро-Алая                                                        | [ 29 ] |
|                                                         | Кельпиния голоплодная (Koelpinia leiocarpa)                   | Кашкадарьинская область: Западные отроги Гиссарского хребта: верховья реки Яккабагдарья | 2. Редкий                                                                         | [ 29 ] |
|                                                         | Бессмертник нуратавский (Helichrysum nuratavicum)             | Джизакская и Самаркандская области: хребет Нуратау. | 2. Редкий                                                                         | [ 30 ] |
| Семейство Колокольчиковые (Campanuláceae)               |                                                               | |                                                                                   |        |
|                                                         | Островския величественная (Ostrowskia magnifica)              | Западный Тянь-Шань: бассейн реки Угам; Гиссарский хребет: бассейн реки Тупаланг и Шаргунь. | 1. Редкий реликт Средней Азии                                                     | [ 30 ] |
| Семейство Циномориевые (Cynomoriaceae)                  |                                                               | |                                                                                   |        |
| Изображение (недоступная ссылка) циномория джунгарского | Циноморий джунгарский (Cynomorium songaricum)                 | Сурхандарьинская область: предгорья Кугитангтау. | 2. Редкий                                                                         | [ 31 ] |
| Класс Однодольные (Liliopsida)                          |                                                               | |                                                                                   |        |
| Семейство Мятликовые (Poaceae)                          |                                                               | |                                                                                   |        |
| Изображение ковыля актавского                           | Ковыль актавский (Stipa aktauensis)                           | Каракалпакия и Бухарская область: останцовые низкогорья Центрального Кызылкума. | 2. Очень редкий узкий эндемик Центрального Кызылкума.                             | [ 32 ] |
| Изображение (недоступная ссылка) ковыля каратавского    | Ковыль каратавский (Stipa karataviensis)                      | Самаркандская и Джизакская области: хребты Нуратау и Актау. | 3. Эндемик Нуратинского и Актауского хребтов с сокращающимся ареалом.             | [ 32 ] |
|                                                         | Ковыль Гнездилло (Stipa gnezdilloi)                           | Сурхандарьинская область: хребет Кугитанг. | 1. Редкий петрофильный эндемик Кугитанга.                                         | [ 33 ] |
| Семейство Спаржевые (Asparagaceae)                      |                                                               | |                                                                                   |        |
|                                                         | Дипкади туркестанский (Dipcadi turkestanicum)                 | Сурхандарьинская область: Шерабадская долина: останцeвые горы Хаудактау. | 0. Редчайший узкий эндемик южного Узбекистана.                                    | [ 33 ] |
| Семейство Ирисовые (Iridáceae)                          |                                                               | |                                                                                   |        |
|                                                         | Шпажник посевной (Gladiolus italicus)                         | Сурхандарьинская область: Гиссарский хребет, Байсун, Кугитанг. | 1. Редкий вид юго-западного Памиро-Алая.                                          | [ 4 ]  |
|                                                         | Шафран алатавский (Crocus alatavicus)                         | Ташкентская область: хребты Пскем, Угам, Чаткал, подножие Большого Чимгана, долина реки Ахангаран и Кураминский хребет.                                                                                                | 3. Редкий эндемик западного Тянь-Шаня.                                            | [ 34 ] |
|                                                         | Иридодиктиум Винклера (Iridodictyum winklerii)                | Ташкентская и Наманганская области: Чаткальский и Кураминский хребты: верховья реки Ангрен. | 2. Очень редкий вид западного Тянь-Шаня с дизъюнктивным ареалом.                  | [ 34 ] |
|                                                         | Юнона великолепная (Juno magnifica)                           | Самаркандская область: Самаркандские горы, перевал Аманкутан. | 1. Чрезвычайно редкий эндемик Зарафшанского хребта.                               | [ 35 ] |
| Изображение (недоступная ссылка) юноны орхидной         | Юнона орхидная (Juno orchioides)                              | Ташкентская область: Кураминский (бассейн реки Ахангаран), Чаткальский (Адамташ, Сукок, Чаткальский биосферный заповедник, Чимган), Каржантау (Акташ), Пскемский (Ойгаинг, Майдантал) хребты.                          | 2. Редкое, эндемичное растение западного Тянь-Шаня.                               | [ 35 ] |
| Изображение (недоступная ссылка) ириса Ипполита         | Ирис Ипполита (Iris hippolyti)                                | Навоийская область: Кокчатау. | 1. Узколокальный эндемик низкогорий Кызылкума.                                    | [ 36 ] |
| Изображение (недоступная ссылка) ириса Светланы         | Ирис Светланы (Iris svetlanae)                                | Кашкадарьинская область: бассейн реки Кашкадарья (кишлаки Тойча и Кызылча). | 1. Редкий эндемик западного Памиро-Алая.                                          | [ 36 ] |
| Семейство Лилейные (Liliaceae)                          |                                                               | |                                                                                   |        |
|                                                         | Гусиный лук Людмилы (Gagea ludmilae)                          | Ташкентская область: отмечен в 1 точке к юго-востоку от города Паркент. | 1. Редкий, узкий эндемик Чаткальского хребта.                                     | [ 8 ]  |
|                                                         | Рябчик Эдуарда (Fritillaria eduardii)                         | Сурхандарьинская и Ферганская области: хребты Бабатаг, Гиссарский, Алайский; долина реки Сох. | 2. Редкий вид Узбекистана с разорванным ареалом.                                  | [ 37 ] |
|                                                         | Тюльпан Введенского (Tulipa vvedenskyi)                       | Ташкентская область: долина реки Ахангаран. | 2. Редкий эндемик западного Тянь-Шаня.                                            | [ 37 ] |
|                                                         | Тюльпан Михели (Tulipa micheliana)                            | Самаркандская, Навоийская, Кашкадарьинская области: Горы Нуратау: Ингичкасай; Зарафшанский хребет: Аманкутан; Кугитангский хребет, Гиссарский хребет: окрестности Дехканабада.                                         | 2. Редкий вид западного Памиро-Алая.                                              | [ 38 ] |
| Изображение (недоступная ссылка) тюльпана ферганского   | Тюльпан ферганский (Tulipa ferganica)                         | Ферганская область: Алайский хребет. | 2. Редкий эндемик Ферганской долины.                                              | [ 38 ] |
|                                                         | Тюльпан Леманна (Tulipa lehmanniana)                          | Джизахская, Бухарская, Навоийская области: Нуратинский хребет; Кызылкумы: Канимех, горы Дарбаза, Тамдытау. | 3. Редкий вид в Узбекистане.                                                      | [ 39 ] |
| Изображение (недоступная ссылка) тюльпана Королькова    | Тюльпан Королькова (Tulipa korolkowii)                        | Ташкентская, Джизакская, Самаркандская, Кашкадарьинская и Сурхандарьинская области: Кураминский хребет (Абжассай, Кендырдаван), хребты Нуратау, Байсунтау, Бабатаг, Кугитанг, Туркестанский, Зарафшанский, Гиссарский. | 2. Редкий вид юго-западного Тянь-Шаня и Памиро-Алая с разрозненным ареалом.       | [ 39 ] |
| Изображение (недоступная ссылка) тюльпана родственного  | Тюльпан родственный (Tulipa affinis)                          | Джизакская область: Туркестанский хребет: окрестности Зааминского заповедника; Нуратинские горы: Койташ. | 2. Редкий эндемик западного Памиро-Алая.                                          | [ 40 ] |
|                                                         | Тюльпан Фостера (Tulipa fosteriana)                           | Самаркандская область: Зарафшанский хребет: Аманкутанское лесничество, перевалы Тахта-Карача, Ургут, Агалык. | 1. Очень узкий редкий эндемик западного Памиро-Алая.                              | [ 40 ] |
| Изображение (недоступная ссылка) тюльпана оритиевидного | Тюльпан оритиевидный (Tulipa orithyioides)                    | Сурхандарьинская область: Гиссарский хребет: горы Чульбаир, бассейн реки Тупаланг. | 1. Очень редкий эндемик западного Памиро-Алая, находящийся на грани исчезновения. | [ 41 ] |
|                                                         | Тюльпан волосистотычиночный (Tulipa dasystemon)               | Ташкентская и Сурхандарьинская области: Пскемский, Угамский, Чимганский, Чаткальский, Кураминский, Гиссарский хребты.                                                                                                  | 2. Редкий вид западного Тянь-Шаня и Памиро-Алая.                                  | [ 41 ] |
| Изображение (недоступная ссылка) тюльпана шерстистого   | Тюльпан шерстистый (Tulipa lanata)                            | Сурхандарьинская область: Гиссарский хребет: бассейны рек Кызылсу, Сурхандарья; Кугитанг, Байсунские горы, Бабатаг. | 2. Редкий эндемик Памиро-Алая.                                                    | [ 42 ] |
|                                                         | Тюльпан Кауфмана (Tulipa kaufmanniana)                        | Ташкентская и Наманганская области: бассейн реки Угам, Пскем, Чаткал, Чирчик, Ахангаран, Чадаксай. | 3. Эндемик Западного Тянь-Шаня с сокращающимся ареалом.                           | [ 42 ] |
|                                                         | Тюльпан Тубергена (Tulipa tubergeniana)                       | Сурхандарьинская область: Гиссарский хребет: Байсунские горы, окрестности кишлака Сина, бассейн реки Тупаланг; Кугитангский хребет.                                                                                    | 1. Очень редкий вид юго-западного Памиро-Алая, находящийся на грани исчезновения. | [ 43 ] |
| Изображение (недоступная ссылка) тюльпана великого      | Тюльпан великий (Tulipa ingens)                               | Самаркандская и Кашкадарьинская области: Зарафшанский и Гиссарский хребты. | 2. Очень редкий эндемик западного Памиро-Алая.                                    | [ 43 ] |
| Изображение (недоступная ссылка) тюльпана сомнительного | Тюльпан сомнительный (Tulipa dubia)                           | Ташкентская и Наманганская области: все хребты западного Тянь-Шаня. | 2. Редкий эндемик западного Тянь-Шаня.                                            | [ 44 ] |
| Изображение тюльпана килеватого                         | Тюльпан килеватый (Tulipa carinata)                           | Кашкадарьинская и Сурхандарьинская области: Кугитанг, Байсун, Гиссарский хребет: гора Чуль-баир, бассейн реки Сангардак.                                                                                               | 2. Редкий эндемик юго-западного Памиро-Алая.                                      | [ 44 ] |
|                                                         | Тюльпан узбекистанский (Tulipa uzbekistanica)                 | Кашкадарьинская область: горы Курукдагана, перевал Таллы. | 1. Редкий эндемик юго-западного Памиро-Алая, находящийся на грани исчезновения.   | [ 45 ] |
|                                                         | Тюльпан Грейга (Tulipa greigii)                               | Ташкентская и Наманганская области: все горные хребты западного Тянь-Шаня. | 2. Редкий эндемик западного Тянь-Шаня.                                            | [ 45 ] |
|                                                         | Тюльпан Шарипова (Tulipa scharipovii)                         | Наманганская область: подгорные равнины и предгорья Чаткальского и Кураминского хребтов (от Туракургана до Ризаксая).                                                                                                  | 2. Эндемичное растение северных предгорий Ферганской долины.                      | [ 9 ]  |
| Семейство Амариллисовые (Amaryllidaceae)                |                                                               | |                                                                                   |        |
|                                                         | Лук большой (Allium majus)                                    | Кашкадарьинская область: каменистые склоны Зарафшанского и Гиссарского хребтов. | 2. Высоко декоративный эндемик западного Памиро-Алая.                             | [ 46 ] |
|                                                         | Лук гигантский (Allium giganteum)                             | Сурхандарьинская область: Гиссарский хребет и его юго-западные отроги. | 3. Редкий эндемик южного Памиро-Алая и Копетдага.                                 | [ 46 ] |
| Изображение лука Исакула                                | Лук Исакула (Allium isakulii)                                 | Джизакская и Навоийская области: хребты Мальгузар, Нуратау, Актау. | 2. Редкий эндемик западного Тянь-Шаня и Памиро-Алая.                              | [ 47 ] |
| Изображение (недоступная ссылка) лука розовоцветного    | Лук розовоцветный (Allium rhodanthum )                        | Сурхандарьинская область: пески Хаудактау. | 0. Редкий эндемик южного Памиро-Алая.                                             | [ 47 ] |
| Царство Грибы (Mycota)                                  |                                                               | |                                                                                   |        |
| Класс Агарикомицеты (Agaricomycetes)                    |                                                               | |                                                                                   |        |
| Порядок Звездовиковые (Geastrales)                      |                                                               | |                                                                                   |        |
|                                                         | Звездовик бахромчатый (Geastrum fimbriatum)                   | Сурхандарьинская область. | 1. Редкий, исчезающий                                                             | [ 31 ] |
| Порядок Полипоровые (Polyporales)                       |                                                               | |                                                                                   |        |
|                                                         | Баран гриб (Polyporis frondosus)                              | Западный Тянь-Шань (Бостанлыкский район, Ташкентская область). | 1. Редкий, исчезающий                                                             | [ 48 ] |
| Класс Пецициомицеты (Pezizomycetes)                     |                                                               | |                                                                                   |        |
| Порядок Пецицевые (Pezizales)                           |                                                               | |                                                                                   |        |
|                                                         | Трюфель летний (Tuber aestivium)                              | Чаткальский хребет, окр.села Красногорск (Ташкентская область). | 1. Редкий, исчезающий                                                             | [ 48 ] |